# Severnyi vestnik

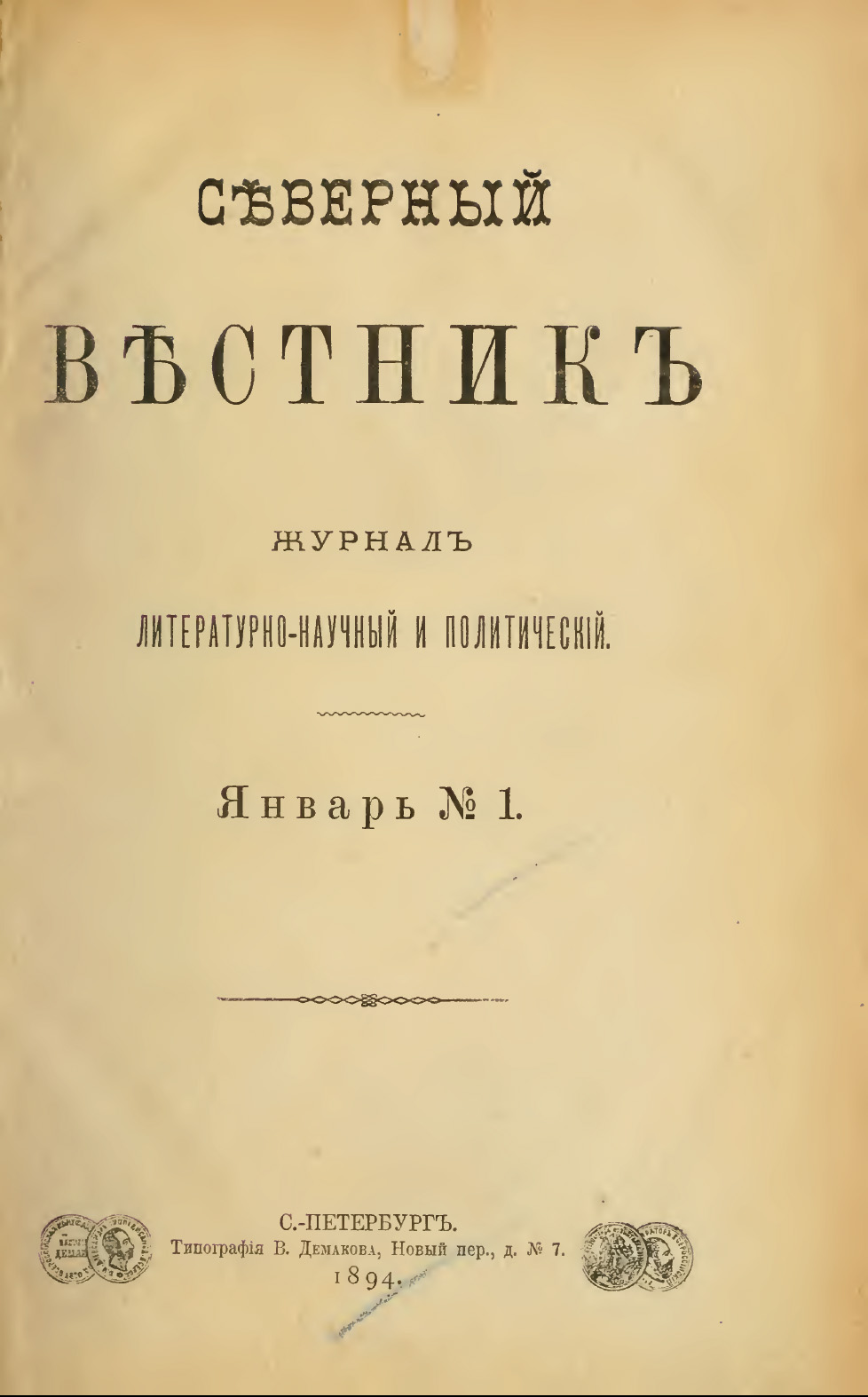
Sewerny Westnik. Página de rosto da edição de janeiro de 1894

Severny Vestnik (em russo:  Се́верный ве́стник, em português:  Mensagem do Norte) foi uma influente revista russa fundada em São Petersburgo em 1885  por Anna Yevreinova, que continuou com ela até 1889.

## História
Sewerny Westnik sucedeu ao livreto Otetschestwennye Sapiski (Anais Patrióticos), que foi encerrado por motivos políticos em 1884 e cuja equipe editorial foi quase totalmente assumida. Paralelamente a isso, o Русская мысль (“Pensamento Russo”) já havia chegado ao mercado em 1880, que buscava uma abordagem liberal semelhante à de Sěvernyj Vestnik. Duas outras folhas, Вестник Европы (“mensageiro da Europa”) e Русское богатство (“prosperidade russa”) do mesmo período, sobreviveram à virada do século.
Em 1885, Antonina Sabaschnikowa se casou. A Jewreinowa, a Severny Westnik, como revista de literatura, política e sociedade, que Anna Jewreinowa publicou e editou durante cinco anos, até que Sabashnikova teve de vender o jornal em 1890.  Em sua primeira edição, as duas mulheres classificaram os objetivos da revista como "próximos ao povo e comprometidos com as camadas mais baixas da população russa".
A partir de janeiro de 1891, Lyubow Gurewitsch e Akim L. Wolynskij assumiram a gestão da revista. Estava agora encarregado da mais recente filosofia da Europa Ocidental e da obra dos simbolistas russos. 1898, o projeto foi abandonado principalmente por razões econômicas, mas também devido ao endurecimento das condições de censura por dois anos. O número de assinantes, que em 1895 era bem superior a 4 000, finalmente entrou em colapso porque a entrega de outra folha não podia mais ocorrer prontamente.
Isso foi seguido por Mir Iskusstwa (World of Art), que foi publicado na penúltima edição do Northern Messenger com uma extensa revisão e foi publicado por Akim Wolynskij em 1899.
Cópias completas fora da Rússia estão em falta hoje. Até a Biblioteca Nacional Finlandesa, que tinha o direito de depositar cópias durante a era czarista, preenche as lacunas com microfilmes. A coleção da biblioteca do Instituto Eslavo em Ruprecht-Karls-Universität Heidelberg está bastante completa. Nove dos quatorze anos foram completamente preservados lá.

## Estrutura
O volume de cada edição era de 500 páginas e mais por volume; as edições não foram ilustradas.
Cada edição do Sěvernyj Vestnik é dividida em duas seções. A primeira parte contém romances em continuação, bem como contos, peças, poemas, ensaios, tratados filosóficos, relatórios culturais, obituários, etc. Na Parte II, o leitor encontrou às vezes grandes quantidades com uma referência russo-regional: por exemplo, sobre o capitalismo na aldeia, os primórdios da industrialização na extração de carvão e na produção de petróleo ou a situação das mulheres no leste do império.
Um dos méritos especiais do livreto é a versão dos escritos de Søren Kierkegaard e por e sobre Arthur Schopenhauer, Friedrich Nietzsche, publicado pela primeira vez na Rússia, e muitas resenhas de livros das obras de Henrik Ibsen, August Strindberg, Charles Baudelaire, Guy de Maupassant, Edgar Allan Poe e não menos importante Gerhart Hauptmann. As obras muito populares de Henryk Sienkiewicz, bem como de Stefan Żeromski e Bolesław Prus foram publicadas na Polônia. A fim de atender à reivindicação abrangente e autoimposta, a literatura trivial também era um tópico regular. Na avaliação da revista, é dado poder eclético.

## Literatura
- São Petersburgo 1804, OCLC 643173477 (russo).
- Gorky Institute of World Literature Biblioteca Digital Básica de Literatura Russa e Folclore (russo)
- Cieślik Krzysztof: Siewiernyj wiestnik : zarys monograficzny, Volume 21 de Rozprawy i studia (Rorpawy i studia Wyźszej skoły pedagogicznej w Szczecinie. 21); Editora: Wydawn. Naukowe Wyźszej Szkoły Pedagogicznej, 1977.